# 3x3x7魔術方塊

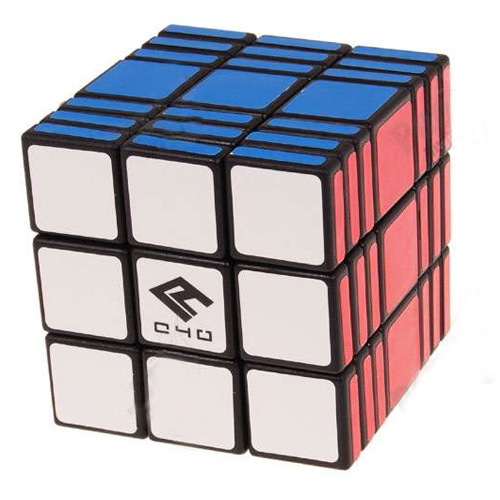
3x3x7魔術方塊

3x3x7魔術方塊是三階魔術方塊的變形，也可以看做是3x3x4魔術方塊的變形。他的外型就是多了四層的三階魔術方塊，或是像3x3x3魔術方塊和3x3x4魔術方塊堆在一起。它的外型為正方體，所以有六層是3階魔術方塊的一層的三倍細。此方塊可以使用3x3x4魔術方塊、3階、4階的部分方法來完成。

## 解法
解法和3x3x5魔術方塊一樣。

### 第一步
調整好黃色和白色、或轉好3x3的面，每面8塊，兩面共16塊。

### 第二步
利用3x3x4魔術方塊的解法解出外面上下六層，每層8塊，最多需調整48塊。

### 第三步
調整好中間，可利用R2 E' R2 E將中間以逆時針方向交換，最多需調整4塊。